# 福岡県道750号御井諏訪野線
福岡県道750号御井諏訪野線（ふくおかけんどう750ごう みいすわのせん）は、福岡県久留米市を通る一般県道である。

## 概要
久留米市御井町から久留米市諏訪野町に至る。起点は高良大社付近であり県道と耳納スカイラインの区別がわかりづらいが、追越禁止区間の境界が起点となる。高良大社の登山路には暴走族対策の凹凸が路面に作られており、深夜は自動二輪車通行禁止となっている。また、初詣の時期には起点付近が上り方向への一方通行となり、下りは迂回路がある。

### 路線データ
- 起点：福岡県久留米市御井町（高良大社付近、耳納スカイライン起点）
- 終点：福岡県久留米市諏訪野町（国道3号交点）
- 総延長：6.4 km[1]

## 路線状況

### 重複区間
- 福岡県道800号湯ノ原合川線（久留米市御井町・高良山入口交差点 - 久留米市御井町）

### 道路施設

#### 橋梁
- 界橋（筒川、久留米市）

## 地理

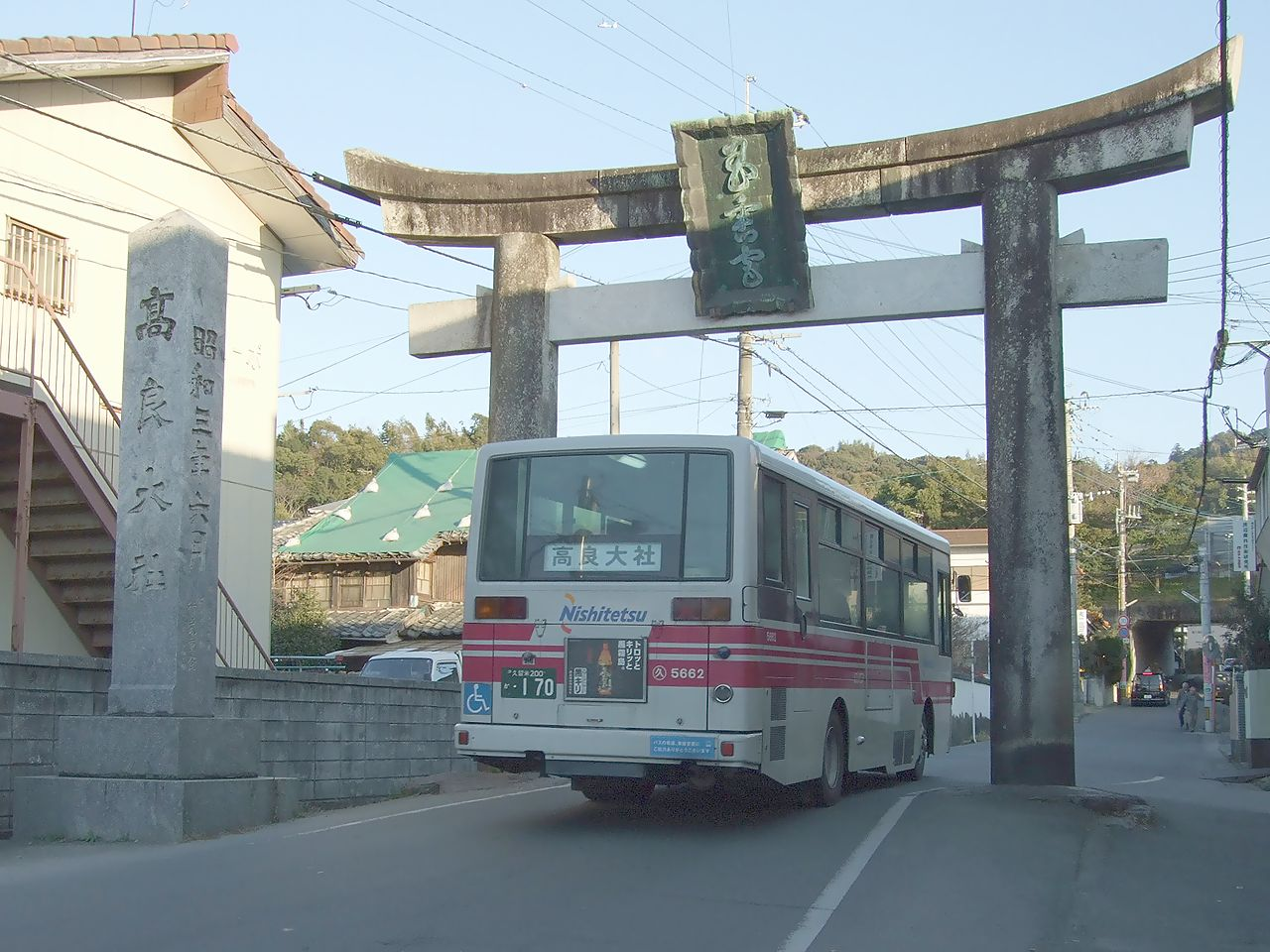
御井町にある高良大社の鳥居。右奥に九州自動車道との立体交差が見える。奥が起点側、手前が終点側

高良大社よりやや西側の起点から耳納山地の急カーブの続く山道を北西に下りていく。この山道沿いに神社がいくつか立地している。御井町の住宅地に下り、九州自動車道の下と高良大社の鳥居の下をくぐり、北西に進む。久留米大学御井キャンパス前の高良山入口交差点で左折したあと福岡県道800号湯ノ原合川線と重複して南進し、すぐに同大学の敷地沿いに右折して西進する。そのまま住宅地の中を西進し、途中で久大本線の踏切を渡り、西鉄久留米駅の南側の諏訪野町で国道3号と接続し、終点となる。

### 通過する自治体
- 久留米市

### 交差する道路
| 交差する道路                           | 交差する場所 | 交差する場所       |
| -------------------------------------- | ------------ | ------------------ |
| 耳納スカイライン                       | 御井町       | 起点               |
| 福岡県道86号久留米筑後線               | 御井町       | 御井小学校前交差点 |
| 福岡県道800号湯ノ原合川線 重複区間起点 | 御井町       | 高良山入口交差点   |
| 福岡県道800号湯ノ原合川線 重複区間終点 | 御井町       |                    |
| 国道3号 国道325号 重複                 | 諏訪野町     | 終点               |

### 交差する鉄道
- 久大本線

### 沿線
- 高良大社（起点付近）
- 高良山神篭石
- 久留米市立御井小学校
- 久留米市立南筑高等学校
- JR九州久大本線 久留米大学前駅
- 久留米大学御井キャンパス
- 九州沖縄農業研究センター久留米研究拠点
- 陸軍第12師団 独立工兵第18大隊跡地（爆弾三勇士）
- 久留米大学附設中学校・高等学校
- ハローワーク久留米（終点付近）
- 西鉄天神大牟田線 西鉄久留米駅（終点付近）